# Catherine Ferran
Pour les articles homonymes, voir Ferran (homonymie).
Catherine Ferran est une actrice française, principalement de théâtre mais aussi de cinéma née le 13 juin 1945 à Montpellier (Hérault). Elle est sociétaire honoraire de la Comédie-Française.
Elle entre pensionnaire à la Comédie-Française le 1er septembre 1971, devient sociétaire le 1er janvier 1981 (468e sociétaire) et est nommée sociétaire honoraire le 1er janvier 2006.
Elle est la sœur du metteur en scène de théâtre Philippe Ferran et de la réalisatrice de cinéma Pascale Ferran.
Elle était l'épouse du comédien et metteur en scène Jean-Paul Roussillon.

## Théâtre

### Carrière à la Comédie-Française
- Entrée à la Comédie-Française le 1er septembre 1971
- Sociétaire le 1er janvier 1981
- Sociétaire honoraire le 1er janvier 2006
- 468e sociétaire

- 1971 : Amorphe d'Ottenburg de Jean-Claude Grumberg, mise en scène Jean-Paul Roussillon, Comédie-Française au Théâtre national de l'Odéon
- 1971 : Les Femmes savantes de Molière, mise en scène Jean Piat
- 1972 : Œdipe roi, Œdipe à Colone de Sophocle, mise en scène Jean-Paul Roussillon, Comédie-Française Festival d'Avignon
- 1972 : Antigone de Bertolt Brecht, mise en scène Jean-Pierre Miquel, Comédie-Française au Théâtre national de l'Odéon
- 1973 : L'Impromptu de Versailles de Molière, mise en scène Pierre Dux
- 1973 : Les Femmes savantes de Molière, mise en scène Jean Piat
- 1974 : Andromaque Actes I & II de Racine, mise en scène Jean-Paul Roussillon, Comédie-Française au Petit Odéon
- 1974 : Ondine de Jean Giraudoux, mise en scène Raymond Rouleau
- 1974 : Iphigénie en Aulide de Racine, mise en scène Jacques Destoop
- 1975 : Dialogues avec Leuco de Cesare Pavese, mise en scène Antoine Bourseiller, Comédie-Française au Petit Odéon
- 1975 : Le Misanthrope de Molière, mise en scène Jean-Luc Boutté et Catherine Hiegel, tournée
- 1975 : Hommage à François Mauriac, conception Félicien Marceau
- 1976 : Hommage à Jean Cocteau, conception André Fraigneau
- 1976 : Maître Puntila et son valet Matti de Bertolt Brecht, mise en scène Guy Rétoré, Comédie-Française au Théâtre Marigny
- 1976 : Dom Juan de Molière, mise en scène Antoine Bourseiller, tournée au Japon
- 1976 : Cyrano de Bergerac d'Edmond Rostand, mise en scène Jean-Paul Roussillon
- 1976 : Iphigénie en Aulide de Racine, mise en scène Jacques Destoop
- 1977 : Le Cid de Corneille, mise en scène Terry Hands
- 1979 : Les Trois Sœurs d'Anton Tchekhov, mise en scène Jean-Paul Roussillon, Comédie-Française au Théâtre de l'Odéon

- 1980 : Simul et singulis Soirée littéraire consacrée au Tricentenaire de la Comédie-Française, mise en scène Jacques Destoop
- 1981 : Sertorius de Corneille, mise en scène Jean-Pierre Miquel, Salle Richelieu
- 1981 : La Dame de chez Maxim de Georges Feydeau, mise en scène Jean-Paul Roussillon
- 1982 : Les Vacances de Jean-Claude Grumberg, mise en scène Jean-Paul Roussillon, Comédie-Française au Petit Odéon
- 1984 : Est-il bon ? Est-il méchant ? de Denis Diderot, mise en scène Jean Dautremay
- 1985 : La Tragédie de Macbeth de William Shakespeare, mise en scène Jean-Pierre Vincent, Festival d'Avignon
- 1985 : Le Savon de Francis Ponge, mise en scène Christian Rist, Festival d'Avignon
- 1986 : Perséphone de Yannis Ritsos, mise en scène Jacques Lacarrière, Comédie-Française au Petit Odéon
- 1987 : Les Femmes savantes de Molière, mise en scène Catherine Hiegel
- 1987 : C'était hier d'Harold Pinter, mise en scène Jean-Pierre Miquel, Comédie-Française au Petit Montparnasse
- 1989 : La Célestine de Fernando de Rojas, mise en scène Antoine Vitez, Festival d'Avignon, Comédie-Française au Théâtre national de l'Odéon
- 1989 : Et les chiens se taisaient d'Aimé Césaire, lecture Festival d'Avignon

- 1990 : L'Émission de télévision de Michel Vinaver, mise en scène Jacques Lassalle, Comédie-Française au Théâtre national de l'Odéon, Théâtre national de Strasbourg
- 1990 : Oh ! mais où est la tête de Victor Hugo ? d'après Victor Hugo, mise en scène Muriel Mayette, Comédie-Française au Petit Odéon
- 1990 : Le Café de Carlo Goldoni, mise en scène Jean-Louis Jacopin
- 1991 : La Nuit de l'iguane de Tennessee Williams, mise en scène Brigitte Jaques, Comédie-Française au Théâtre des Quartiers d'Ivry
- 1992 : La Nuit de l'iguane de Tennessee Williams, mise en scène Brigitte Jaques, Théâtre des Célestins, tournée
- 1992 : Antigone de Sophocle, mise en scène Otomar Krejča, Salle Richelieu
- 1993 : Les Amants puérils de Fernand Crommelynck, mise en scène Muriel Mayette, Théâtre du Vieux-Colombier
- 1994 : Le Prince de Hombourg de Heinrich von Kleist, mise en scène Alexander Lang, Théâtre Mogador, Salle Richelieu
- 1994 : Maman revient pauvre orphelin de Jean-Claude Grumberg, mise en scène Philippe Adrien, Théâtre du Vieux-Colombier
- 1995 : Mille francs de récompense de Victor Hugo, mise en scène Jean-Paul Roussillon
- 1995 : Le Prince de Hombourg de Heinrich von Kleist, mise en scène Alexander Lang, Salle Richelieu
- 1998 : Point à la ligne de Véronique Olmi, mise en scène Philippe Adrien, Théâtre du Vieux-Colombier
- 2000 : Oublier de Marie Laberge, mise en scène Daniel Benoin, Théâtre du Vieux-Colombier
- 2002 : Quatre avec le mort de François Bon, mise en scène Charles Tordjman, Studio-Théâtre, Théâtre de la Manufacture
- 2004 : Place des Héros de Thomas Bernhard, mise en scène Arthur Nauzyciel
- 2005 : Place des héros de Thomas Bernhard, mise en scène Arthur Nauzyciel, CDDB-Théâtre de Lorient
- 2007 : Le Retour au désert de Bernard-Marie Koltès, mise en scène Muriel Mayette, Salle Richelieu
- 2007 : Les Temps difficiles d'Édouard Bourdet, mise en scène Jean-Claude Berutti, Théâtre du Vieux-Colombier
- 2007 : Les Précieuses ridicules de Molière, mise en scène Dan Jemmett, Théâtre du Vieux-Colombier
- 2008 : Juste la fin du monde de Jean-Luc Lagarce, mise en scène Michel Raskine, Salle Richelieu
- 2008 : Fanny de Marcel Pagnol, mise en scène Irène Bonnaud, Théâtre du Vieux-Colombier
- 2009 : Les Précieuses ridicules de Molière, mise en scène Dan Jemmett, Théâtre du Vieux-Colombier
- 2009 : Juste la fin du monde de Jean-Luc Lagarce, mise en scène Michel Raskine, Salle Richelieu

### Hors Comédie-Française
- 1968 : Chacun sa vérité de Luigi Pirandello, mise en scène Jean Meyer, Théâtre des Célestins
- 1970 : Les Trois Sœurs d'Anton Tchekhov, mise en scène Sacha Pitoëff, Théâtre des Célestins
- 1970 : Le Procès Karamazov de Diego Fabbri, mise en scène Pierre Franck, Théâtre de la Michodière
- 1993 : Demain, une fenêtre sur rue de Jean-Claude Grumberg, mise en scène Jean-Paul Roussillon, Théâtre national de la Colline
- 2003 : Anthropozoo de Gildas Milin, mise en scène de l'auteur, Maison de la Culture de Bourges, Nouveau Théâtre de Besançon, Théâtre national de Strasbourg, Théâtre national de la Colline, Théâtre du Nord
- 2012 : Oncle Vania d'Anton Tchekhov, mise en scène Alain Françon, Théâtre Nanterre-Amandiers, Théâtre de la Manufacture, Le Phénix, tournée
- 2014 : Anna et Martha de Dea Loher, mise en scène de Robert Cantarella, Théâtre national de Nice, Théâtre 71  (Malakoff), Le Fracas, centre dramatique national de Montluçon
- 2016 : Les Femmes savantes de Molière, mise en scène Catherine Hiegel, Théâtre de la Porte Saint-Martin
- 2018 : Un mois à la campagne d'Ivan Tourgueniev, mise en scène Alain Françon, théâtre Déjazet
- 2018 : Le Tartuffe de Molière, mise en scène Peter Stein, théâtre de la Porte Saint-Martin

## Filmographie

### Cinéma
- 1990 : Cyrano de Bergerac de Jean-Paul Rappeneau – Lise Ragueneau
- 1994 : Petits Arrangements avec les morts de Pascale Ferran – Florence, dite Zaza
- 1994 : Consentement mutuel de Bernard Stora – L'avocate de Jeanne
- 2001 : Martha... Martha de Sandrine Veysset –
- 2004 : Tout le plaisir est pour moi d'Isabelle Broué –
- 2007 : La Déchirure (court métrage) de Mikael Buch –
- 2007 : Les Deux Mondes de Daniel Cohen –
- 2007 : Très bien, merci d'Emmanuelle Cuau – la psychiatre des urgences
- 2017 : L'Histoire d'une mère de Sandrine Veysset - Héloïse
- 2019 : L'Ordre des médecins de David Roux –

### Télévision
- 1970 : Au théâtre ce soir : Doris de Marcel Thiébaut, mise en scène Jacques-Henri Duval, réalisation Pierre Sabbagh, Théâtre Marigny
- 1972 : Les Boussardel, mini-série réalisée par René Lucot adaptée de la suite romanesque Les Boussardel de Philippe Hériat
- 1994 : Julie Lescaut, épisode 4, saison 3 : Tableau noir, de Josée Dayan — Liliane Charvet
- 2001 : Rastignac ou les Ambitieux d'Alain Tasma
- 2016 : Capitaine Marleau, saison 1, épisode 3, Les mystères de la foi : Catherine, médecin légiste.